# Kénékoun
Kénenkoun est une localité malienne, chef-lieu de la commune rurale du Dinandougou, et chef-lieu d'arrondissement dans le cercle de Koulikoro et la région de Koulikoro. 

## Géographie
La localité de Kénékoun est située sur la rive droite du fleuve Niger et l'axe Gouni-Kamani, à 47 km au nord-est de Gouni, localité sur la rive du Niger face au chef-lieu régional Koulikoro. 

## Étymologie
Kénenkoun, est issu de Kendégoun : lieu propice pour la culture du sorgho.

## Population
La population de la ville est de 4 095 habitants en 2009. 